# 베로니카 해멀
베로니카 해멀(Veronica Hamel, 1943년 11월 20일 ~ )은 미국의 배우이자 모델이다.

## 생애
1943년 필라델피아의 목수와 주부 사이에서 태어났다. 템플 대학교를 졸업한 그녀는 다리미판 커버를 생산하는 회사의 비서로 일했다. 이후 패션 모델일을 시작해 활동하던 중 엘린 포드의 눈에 띄어 영화출연을 제의받고, 1971년 <클루트>에서 모델 역으로 출연하였다. 이후 <포세이돈 모험 그 이후>, <대지진> 등의 재난영화에도 출연하였다.
베로니카는 미국 역사상 최후의 TV 담배 광고의 모델로 출연한 사람이 되기도 하였다. 이 광고는 버지니아 슬림스 사의 광고로, 1970년 12월 31일 오후 11시 59분에 송출됐다. 이후 신문과 잡지광고로는 슬림스 사 뿐만 아니라 폴 몰 사의 모델로도 출연하였다.
1975년부터는 TV 드라마에 출연하기 시작하였다. 처음에는 <찰리의 천사>의 켈리 개럿 역을 맡을지 고려하였으나 끝내 단념한 것으로 전해지며, 프로듀서 애런 스펠링은 재클린 스미스를 대신 출연시켰다. 1981년에는 <힐 스트리트 블루스>에서 작중 경감인 프랭크 퍼릴로와 사랑에 빠지게 되는 국선변호인 조이스 데번포트 역으로 출연하기 시작했는데, 드라마 자체는 큰 인기를 끌어 1987년까지 방영됐고 베로니카 역시 해당 배역으로 시청자들에게 널리 알려지게 되었다. 또 이때의 출연으로 에미상 후보에 다섯 번씩 오르기도 하였다.
1988년에는 앨런 앨다 감독의 <사랑 교체> (A New Life)란 작품에서 주연 해멀을 맡았다. 1990년에는 영화 <수첩 속의 행운>에서 찰스 그로딘의 부인인 엘리자베스 역을 맡았다. 2002년에는 <힐 스트리트 블루스>를 제작한 스티븐 보흐코의 법정드라마 <필리>에도 출연하였다. 최근에는 NBC 드라마 <서드 워치>에서 조연으로 나왔으며, ABC 드라마 <로스트>에서도 잭 셰퍼드의 어머니, 마고 셰퍼드 역을 맡았다.